# Hilka
A Hilka finn eredetű női név. A Grimm-mese Piroskájának finn Punahilkka (pirossapkás) nevéből származik, a jelentése: (egy bizonyos fajta) fejfedő, főkötő. A Hilkát Kelet-Finnországban a Hilja név beceneveként is használják.

## Gyakorisága
Az 1990-es években a Hilka szórványos név, a 2000-es években nem szerepel a 100 leggyakoribb női név között.

## Névnap
- november 17.[2]
- november 27.[2]